# 우산로 (상주 문경)
우산로(Usan-ro)는 경상북도 상주시 북문동 에서 문경시 농암면 사현1교차로를 잇는 도로이다.

## 주요 경유지
경상북도
- 상주시 (북문동 . 외서면 . 은척면) - 문경시 (농암면)

## 노선
| 이름         | 접속 노선                        | 소재지 | 소재지                  | 비고 |
| ------------ | -------------------------------- | ------ | ----------------------- | ---- |
| (이름없음)   | 북상주로                         | 상주시 | 북문동                  |      |
| 봉강교       |                                  | 상주시 | 북문동                  |      |
|              | 외서면                           | 상주시 |                         |      |
| 백전교       |                                  | 상주시 |                         |      |
| 우산재터널   |                                  | 상주시 | 연장 250m               |      |
| 우산삼거리   | 채릉산로                         | 상주시 | 지방도 제997호선과 중복 |      |
| 이촌1교      |                                  | 상주시 | 지방도 제997호선과 중복 |      |
| 이촌교삼거리 | 삼령로                           | 상주시 | 지방도 제997호선과 중복 |      |
| 이촌2교      |                                  | 상주시 |                         |      |
| 하흘교       |                                  | 상주시 | 은척면                  |      |
| 봉중교       |                                  | 상주시 | 은척면                  |      |
| 봉중2교      |                                  | 상주시 | 은척면                  |      |
| 바고지재     |                                  | 문경시 | 농암면                  |      |
| 사현1 교차로 | 국가지원지방도 제32호선 (무운로) | 문경시 | 농암면                  |      |